# Cabalus
Cabalus F. W. Hutton, 1874 è un genere di uccelli della famiglia dei Rallidi.

## Tassonomia
Ad esso sono ascritte due specie, una delle quali estintasi recentemente:
- Cabalus lafresnayanus (J. Verreaux e Des Murs, 1860) - rallo di Lafresnaye;
- Cabalus modestus † (F. W. Hutton, 1872) - rallo delle Chatham.